# Ubaye (dorp)
Ubaye is een voormalige gemeente in het Franse departement Alpes-de-Haute-Provence.

## Geschiedenis
Ubaye was een dorp in de vallei van de gelijknamige rivier Ubaye, zoals onder meer te zien op de 18de-eeuwse Cassinikaart. Bij de creatie van de gemeenten op het eind van het ancien régime werd Ubaye een gemeente.
Op het eind van de jaren 50 ontstond door de bouw van een stuwdam het meer van Serre-Ponçon. Het dorp werd ontruimd, afgebroken en verdween in het stuwmeer. De 153 inwoners moesten verhuizen. De gemeente Ubaye werd in 1959 opgeheven en samengevoegd met Le Lauzet, dat tot Le Lauzet-Ubaye werd omgedoopt.